# Vibrissea
Vibrissea is een geslacht van schimmels behorend tot de familie Vibrisseaceae. Het geslacht werd voor het eerst in 1822 beschreven door de mycoloog Elias Magnus Fries.

## Soorten
Volgens Index Fungorum bevat het geslacht 38 soorten (peildatum december 2021):
| Soortnaam                                            | Auteur(s)                    | Publicatiejaar |
| ---------------------------------------------------- | ---------------------------- | -------------- |
| Vibrissea aquatica                                   | Velen.                       | 1934           |
| Vibrissea bohemica                                   | Klika                        | 1924           |
| Vibrissea brevistipitata                             | Ekanayaka & K.D. Hyde        | 2019           |
| Vibrissea calcaria                                   | Velen.                       | 1947           |
| Vibrissea catarhyta                                  | (Kirschst.) Baral            | 1999           |
| Vibrissea cesatii                                    | (Mont.) Baral                | 2019           |
| Vibrissea crenulata                                  | Velen.                       | 1934           |
| Vibrissea decolorans (Langsporig draadspoorschijfje) | (Saut.) A. Sánchez & Korf    | 1967           |
| Vibrissea dura                                       | G.W. Beaton & Weste          | 1976           |
| Vibrissea fergussonii                                | (Berk. & Broome) W. Phillips | 1881           |
| Vibrissea filisporia (Grijs draadspoorschijfje)      | (Bonord.) Korf & A. Sánchez  | 1967           |
| Vibrissea flaviceps                                  | Kirschst.                    | 1935           |
| Vibrissea flavovirens                                | (Pers.) Korf & J.R. Dixon    | 1974           |
| Vibrissea foliorum                                   | Thaxt.                       | 1908           |
| Vibrissea fusca                                      | Velen.                       | 1934           |
| Vibrissea guernisacii                                | P. Crouan & H. Crouan        | 1857           |
| Vibrissea laxa                                       | (B. Sutton) Marvanová        | 2014           |
| Vibrissea leptospora (Getand draadspoorschijfje)     | (Berk. & Broome) W. Phillips | 1881           |
| Vibrissea leucocephala                               | G.W. Beaton & Weste          | 1980           |
| Vibrissea margarita                                  | F.B. White                   | 1874           |
| Vibrissea mclennaniae                                | Hansf.                       | 1956           |
| Vibrissea media                                      | Velen.                       | 1934           |
| Vibrissea microscopica                               | Berk. & Broome               | 1876           |
| Vibrissea minima                                     | Velen.                       | 1934           |
| Vibrissea norvegica                                  | (Gremmen) A. Sánchez         | 1967           |
| Vibrissea nypicola                                   | K.D. Hyde & Alias            | 1999           |
| Vibrissea ochroleuca                                 | (Cooke & Harkn.) Massee      | 1897           |
| Vibrissea pezizoides                                 | Lib. ex W. Phillips          | 1881           |
| Vibrissea pfisteri                                   | Iturr. & Korf                | 1997           |
| Vibrissea queenslandica                              | Hansf.                       | 1956           |
| Vibrissea rimarum                                    | Fr.                          | 1822           |
| Vibrissea sporogyra                                  | (Ingold) A. Sánchez          | 1966           |
| Vibrissea stilboidea                                 | (Berk.) Sacc.                | 1889           |
| Vibrissea truncorum (Oranjegeel draadspoorschijfje)  | (Alb. & Schwein.) Fr.        | 1822           |
| Vibrissea turbinata                                  | W. Phillips                  | 1881           |
| Vibrissea turbinella                                 | (Berk.) Sacc.                | 1889           |
| Vibrissea vermicularis                               | Weinm.                       | 1836           |
| Vibrissea vibrisseoides                              | (Peck) Kjøller               | 1960           |